# Дениз М'Бай
Дениз М'Бай (на немски: Denise M'Baye; р. 1976 г. в Гюмсе, квартал на гр. Даненберг във Венланд) е германска актриса и певица.

## Биография
Произхожда от семейство със сенегалски, нидерландски, индонезийски и германски корени. Майчините ѝ езици са немски и френски. През 1994 г. завършва Лутерската школа в Хановер, където живее и до днес. Има 2 деца.
Стана известна на германската телевизионна публика чрез роли в сериала Rote Rosen и Um Himmels Willen. Освен това е играла роли в театъра на Клекс в Хановер, в Държавния театър в Хановер и в Новия театър в Хановер.
Появява се и като певица и рапър. През 2002 г. издава първия си самостоятелен албум Denise M’Baye, последван през есента на 2003 г. от албума Zwei. Представя се с група D-Phunk. В миналото също е работила с Pee Wee Ellis, Mo 'Horizons, Jazzkantine и Deutschland-Phunk. Дениз М’Бай пее текстове, написани от нея на немски, френски и английски език. Участва също в социални проекти, включително проект за рапсодия в Хановер.